# Acid gibberellic
Axít gibberellic (còn gọi là Gibberellin A3, GA, GA3) là một axít cacboxylic đồng thời là hoóc môn tìm thấy trong thực vật. Công thức hóa học tổng quát của nó là C19H22O6. Khi làm tinh khiết, nó là chất bột kết tinh màu trắng hay vàng nhạt, hòa tan trong êtanol và hơi hòa tan trong nước.
Axít gibberellic là một gibberellin đơn, đẩy mạnh sự phát triển và kéo dài các tế bào ra. Nó tác động tới sự phân hủy của thực vật và hỗ trợ thực vật lớn nhanh nếu sử dụng với liều lượng nhỏ, nhưng cuối cùng thì thực vật ngày càng bộc lộ rõ sự phải chịu đựng nó. Axít gibberellic kích thích các tế bào của các hạt đang nảy mầm để sinh ra các phân tử mRNA đem theo mã hóa cho các enzym thủy phân. Axít gibberellic là một hoóc môn rất hiệu lực mà sự tồn tại tự nhiên của nó trong thực vật kiểm soát sự phát triển của chúng. Do các GA điều chỉnh sự phát triển của thực vật, nên các ứng dụng với nồng độ rất thấp có thể có hiệu quả sâu rộng trong khi quá nhiều thì lại có tác động ngược lại. Nó thông thường được dùng ở nồng độ khoảng 0,01–10 mg/L.

## Lịch sử
GA lần đầu tiên được nhận dạng tại Nhật Bản năm 1935, như là phụ phẩm trao đổi chất của mầm gây bệnh thực vật là loại nấm Gibberella fujikuroi (Sawada) Wollenw., (1931) (vì thế mà có tên gọi gibberellin và axít gibberellic), gây ra bệnh cho lúa. Thực vật nhiễm G. fujikuroi sẽ phát triển bệnh mà người Nhật gọi là 馬鹿苗病/ バカナエビョウ ("cây giống ngu xuẩn"), làm cho lúa phát triển cao hơn nhiều so với thông thường và chúng sẽ chết do không còn đủ cứng cáp để hỗ trợ cho trọng lượng của chính chúng.

## Tác động và sử dụng
Các gibberellin có một loạt các tác động tới sự phát triển của thực vật. Chúng có thể: 
1. Kích thích phát triển thân cây nhanh chóng,
2. Kích thích phân bào có tơ trong lá của một số thực vật,
3. Tăng tỷ lệ nảy mầm của hạt.

Axít gibberellic đôi khi được sử dụng trong phòng thí nghiệm và các nhà kính để kích thích sự nảy mầm của hạt mà nếu khác đi thì chúng ở trạng thái ngủ. Nó cũng được dùng rộng rãi trong ngành trồng nho như là hoóc môn để thúc sự sản xuất các chùm quả và các quả nho to, đặc biệt là nho không hạt Thompson, và tại khu vực thung lũng Okanagan (Canada) nó được dùng trong ngành trồng anh đào như là chất điều tiết tăng trưởng.

## Độc tính
Axít gibberellic là chất ổn định, dễ bắt cháy và không tương thích với các axít và các chất oxy hóa mạnh. Nó có thể có tác động như là một chất gây kích thích dị ứng đối với mắt (R36). Liều gây tử vong đối với 50% mẫu chuột cống thử nghiệm bằng đường miệng là LD50 = 6.300 mg/kg. Các chỉ dẫn về an toàn sức khỏe là S26: Nếu tiếp xúc với mắt, cần rửa mắt ngay lập tức bằng nhiều nước và tìm kiếm hỗ trợ y tế, S36: Sử dụng quần áo bảo hộ lao động thích hợp.

## Tên đồng nghĩa
- 2,7-dihydroxy-1-methyl-8-methylene-13-oxo-1,2,4b,5,6,7,8,9,10,10a-decahydro-4a,1-(epoxymethano)-7,9a-methanobenzo[a]azulene-10-carboxylic acid
- (3S,3aS,4S,4aS,7S,9aR,12S)-7,12-dihydroxy-3-methyl-6-methyllene-2-oxoperhydro-4a,7-methano-9b,3-propeno[1,2-b]furan-4-carboxylic acid (IUPAC)

Nó cũng có thể có dưới các tên gọi: Activol, Berelex, Brellin, Cekugib, Gibbrel, Gib-sol, Gib-tabs, Grocel v.v.

## Hình ảnh